# Anissó e Soutelo
Anissó e Soutelo est une paroisse civile portugaise (en portugais : freguesia) de la municipalité de Vieira do Minho dans le district de Braga. Elle est créée en 2013, par fusion des paroisses d'Anissó et Soutelo.

## Géographie
Anissó e Soutelo est située au sud-ouest de Vieira do Minho, à la limite avec la municipalité de Póvoa de Lanhoso.

## Histoire
Les premières références aux villages d'Anissó et Soutelo remontent au XIe et XIIe siècles.
La paroisse civile d'Anissó e Soutelo est créée par la loi no 11-A/2013 du 28 janvier 2013 portant réorganisation administrative du territoire des freguesias, en fusionnant les paroisses d'Anissó et Soutelo. Son nom officiel est União das Freguesias de Anissó e Soutelo et son siège est fixé à Anissó.

## Démographie
Lors du recensement de 2021, Anissó e Soutelo compte 345 habitants. C'est alors la deuxième paroisse la moins peuplée de la municipalité de Vieira do Minho, juste derrière Salamonde et ses 343 habitants.